# Um eine Nasenlänge (1949)
Um eine Nasenlänge ist ein deutscher Spielfilm von 1949, untertitelt mit „Ein lustiger Film um das Sechs-Tage-Rennen“. Regie in dieser Komödie führte der österreichische Filmregisseur E. W. Emo, der vor allem für seine Lustspiele (bevorzugt mit dem Schauspieler Hans Moser) bekannt ist.

## Handlung
Der Zeitungsfahrer Felix Rabe ist ein Pechvogel. Immer wieder bringt er sich in unmögliche Situationen. Als er wieder einmal fast am Ende ist, begegnet ihm sein alter Freund und früherer Kollege, der inzwischen berühmte Radrennfahrer Willy Lohmeyer. Lohmeyer ist gerade von einer Auslandstournee zurückgekehrt, und da er und Felix langjährige Freunde sind, unterstützt er ihn finanziell ein wenig.
Als Felix die nette Anni kennenlernt, hält diese ihn fälschlicherweise für den berühmten Rennfahrer Lohmeyer. Felix fühlt sich geschmeichelt und tut nichts, um den Irrtum aufzuklären. Auch Anni schmeichelt es, dass ein solch’ berühmter Mann sich um sie bemüht. Kurzerhand behauptet sie ihm gegenüber, Tänzerin zu sein.
Nun steht aber das Sechstagerennen bevor, und Felix bittet Anni, die ihn dort gern besuchen möchte, das auf jeden Fall zu unterlassen. Er begründet seine Absage damit, dass ihre Nähe ihn so ablenken würde, dass sein Sieg dadurch gefährdet sein könnte. Damit nichts rauskommt, hat Felix sich extra Urlaub genommen, um seine Zeit bei Willy in der Sechs-Tage-Halle verbringen zu können. Weil alles gut geht, wird Felix am dritten Tag übermütig und besucht Anni. Dabei kommt es zu einem Zwischenfall, den Annis ehemaliger Freund Teddy zum Anlass nimmt, Felix genauer zu überprüfen. Die Situation wird immer verfahrener. Als Anni und Teddy dann auch noch persönlich in der Halle erscheinen, sieht es ganz so aus, als würde Felix’ Doppelspiel nun endgültig auffliegen. Ein Sturz seines Freundes Lohmeyer verschafft ihm eine Atempause. Felix schaltet blitzschnell, zieht sich unbemerkt Willys Trikot an und vergisst auch nicht, sich einen Kopfverband zu machen, wie auch der echte Willy ihn hat.
Als zum letzten Spurt des Rennens aufgerufen wird, sorgt Lohmeyers Manager, der ihn in dem Trubel für Lohmeyer hält, dafür, dass Felix sich aufs Rad setzt und stößt ihn sogar selbst ins Rennen. Unter ungeheurem Jubel und Toben in der Halle gelingt es Felix tatsächlich, die letzten Runden zu fahren und „um eine Nasenlänge“ zu siegen. Und Lohmeyers Manager, der Felix’ Potential als Rennfahrer erkannt hat, gibt ihm einen Vertrag. Und auch Anni ist ihm nicht böse und gesteht ihm, dass sie ja auch ein wenig geschummelt habe.

## Hintergrund
Der Stoff wurde bereits 1931 unter demselben Titel mit Fred Louis Lerch, Frida Richard, Fritz Alberti und Paul Kemp unter der Regie von Johannes Guter verfilmt. Die Protagonisten hatten hier allerdings andere Namen.
Die Neuverfilmung wurde im Filmatelier Göttingen gedreht, die Außenaufnahmen entstanden in Göttingen und Umgebung. Für die Szenen, die auf der Rennbahn spielen, wurde die Münchener Sechstageradrennbahn des Architekten Clemens Schürmann von diesem zum Drehort gebracht und dort auf 90 Meter verkürzt für die Filmaufnahmen wieder aufgebaut. Die Projektleitung hierfür hatte Schürmanns Sohn Herbert, der ebenfalls Radrennbahnen konstruierte. Der Film startete in der Bundesrepublik Deutschland in Hannover am 25. Oktober 1949 und in Österreich am 25. April 1950. In den USA trug er den Titel By a Nose.
Im Film wird das Lied Ich möchte mich noch einmal verlieben, das von Janheinz Jahn und Henri Iversen stammt, gesungen. Hinter dem Pseudonym Henri Iversen versteckt sich der bekannte Komponist Norbert Schultze.
Im Film wirkten auch aktive Radrennfahrer dieser Zeit wie Paul Buschenhagen mit.

## Kritik
„Nach Ende des Zweiten Weltkriegs erholte sich die deutsche Filmindustrie erst allmählich, nach den sogenannten Trümmerfilmen wie ‚Die Mörder sind unter uns‘ entstanden bereits Ende der Vierzigerjahre erneut Komödien wie dieser seichte Verwechslungsspaß von E.W. Emo, der mit dem beliebten Komiker-Duo Moser/Lingen schon seit den Dreißigerjahren (so etwa für ‚Der Mann, von dem man spricht‘) zusammengearbeitet hatte. In einem frühen gemeinsamen Film sind hier Rudolf Prack und Sonja Ziemann zu sehen, die mit Beginn der Fünfzigerjahre zum beliebtesten Publikumspaar des deutschen Kinos der Fünfziger wurden.“

„Ein berühmter Radrennfahrer gewinnt nach zahlreichen Verwechslungen das Sechstagerennen im Stadion und seine Geliebte, wobei er auch seinen Rivalen, einen verheirateten Mann, aussticht. Mit der üblichen Verwechslungskomik angereicherte anspruchslose Unterhaltung um das Komikergespann Moser/Lingen.“

## Medien
- DVD-Veröffentlichung: 2011 brachte Kinowelt Home Entertainment (jetzt Studiocanal) eine DVD auf den Markt „Theo Lingen Edition“. Die Box enthält 3 DVDs, neben Um eine Nasenlänge noch Sieben Jahre Pech und Wiener Blut.[8]